# Vanttauskoski vattenkraftverk

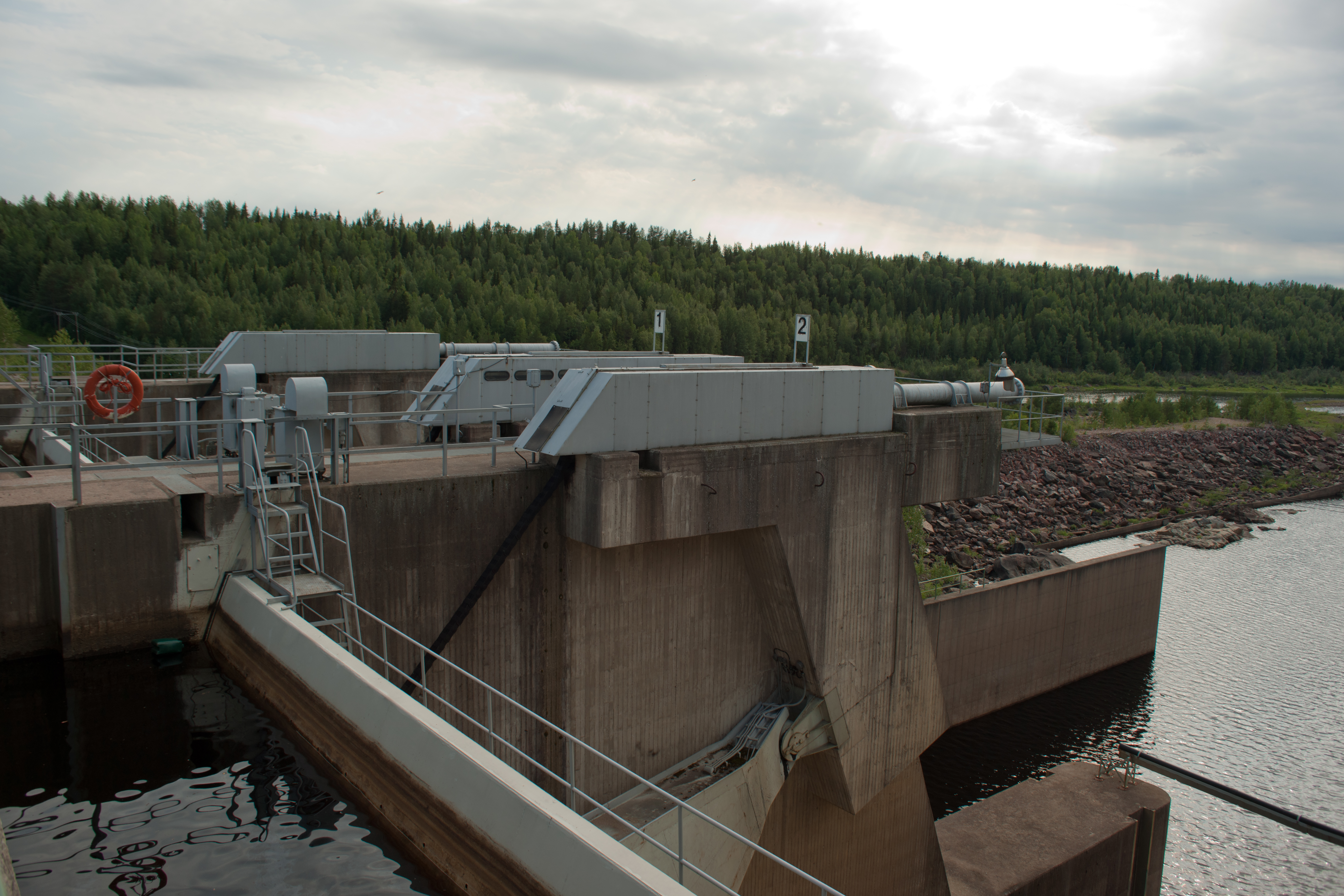
Vanttauskoski vattenkraftverk.

Vanttauskoski är en fors och ett vattenkraftverk i Kemi älv mellan Kemijärvi och Rovaniemi. 
Kraftverket, som ägs av Kemijoki Oy, byggdes 1967–1972 efter ritningar av arkitekten Kai Blomstedt. Det har en fallhöjd på 22 meter och utvecklar 83 MW. Den årliga energimängden är 416 GWh.